# Peter Ashdown
Peter Ashdown (n. 16 octombrie 1934) este un fost pilot englez de curse auto care a evoluat în Campionatul Mondial de Formula 1 în sezonul 1959.